# 無綫電視除夕倒數節目
無綫電視除夕倒數節目（英語：TVB New Year Countdown Celebrations）由香港無綫電視製作於每年除夕晚上迎接新一年的特備節目，於每年12月31日晚上至翌年1月1日的午夜跨年播出。

## 沿革
2007年前，無綫電視在除夕會播映電視城內或外舉行的倒數活動。
香港旅遊發展局自2007年起都會在維多利亞港舉行煙火倒數活動「除夕倒數詠香江」，無綫一直是該活動的合作電視台，負責製作節目，直至2018年除夕，無綫首次失去製作及直播權，倒數節目規模和形式大為縮減簡化。
2019年除夕起，香港先後受反對逃犯條例修訂草案運動、2019冠狀病毒病疫情的影響，煙火倒數活動取消數年。無綫在2019年除夕亦只播映規模較小的預錄清談節目。2020年除夕無綫引入與中國內地媒體合辦聯播節目形式。

## 主持及演出
| 播出日期       | 節目名稱                       | 主持 / 司儀                                                    | 內容                                                                            |
| -------------- | ------------------------------ | -------------------------------------------------------------- | ------------------------------------------------------------------------------- |
| 1980年12月31日 | 全日本紅歌星大賽               |                                                                | 直播日本的NHK紅白歌合戰，並設有本地節目主持作粵語旁述                           |
| 1981年12月31日 | 全日本紅歌星大賽               |                                                                | 直播日本的NHK紅白歌合戰，並設有本地節目主持作粵語旁述                           |
| 1982年12月31日 | 全日本紅歌星大賽               |                                                                | 直播日本的NHK紅白歌合戰，並設有本地節目主持作粵語旁述                           |
| 1983年12月31日 | 全日本紅歌星大賽               |                                                                | 直播日本的NHK紅白歌合戰，並設有本地節目主持作粵語旁述                           |
| 1984年12月31日 | 全日本紅歌星大賽               |                                                                | 直播日本的NHK紅白歌合戰，並設有本地節目主持作粵語旁述                           |
| 1985年12月31日 | 全日本紅歌星大賽               |                                                                | 直播日本的NHK紅白歌合戰，並設有本地節目主持作粵語旁述                           |
| 1986年12月31日 | 全日本紅歌星大賽               |                                                                | 直播日本的NHK紅白歌合戰，並設有本地節目主持作粵語旁述                           |
| 1987年12月31日 | 全日本紅歌星大賽               |                                                                | 直播日本的NHK紅白歌合戰，並設有本地節目主持作粵語旁述                           |
| 1988年12月31日 | 全日本紅歌星大賽               |                                                                | 直播日本的NHK紅白歌合戰，並設有本地節目主持作粵語旁述                           |
| 1989年12月31日 | 齊心同步創90                   |                                                                | 直播維多利亞公園的長達16小時馬拉松式大型表演節目，節目時長極為罕見              |
| 1999年12月31日 | 跨世紀錄香港同心齊共創         | 陳百祥、韓君婷                                                 | 直播荃灣沙咀道運動場的倒數活動                                                  |
| 2008年12月31日 | 除夕倒數詠香江                 | 鄧梓峰、陳芷菁                                                 | 直播除夕倒數詠香江                                                              |
| 2009年12月31日 | 除夕倒數詠香江                 | 鄧梓峰、陳芷菁、劉倩婷                                         | 直播除夕倒數詠香江                                                              |
| 2010年12月31日 | 除夕倒數詠香江                 | 鄧梓峰、陳芷菁                                                 | 直播除夕倒數詠香江                                                              |
| 2011年12月31日 | 除夕倒數詠香江                 | 鄧梓峰、陳芷菁                                                 | 直播除夕倒數詠香江                                                              |
| 2012年12月31日 | 新年·新世界·香港除夕倒數       | 鄧梓峰、陳芷菁                                                 | 直播香港除夕倒數                                                                |
| 2013年12月31日 | 新年·新世界·香港除夕倒數       | 鄧梓峰、陳芷菁                                                 | 直播香港除夕倒數                                                                |
| 2014年12月31日 | 新年·新世界·香港除夕倒數       | 鄧梓峰、陳芷菁                                                 | 直播香港除夕倒數                                                                |
| 2015年12月31日 | 中滔環保香港除夕倒數           | 鄧梓峰、陳芷菁                                                 | 直播香港除夕倒數                                                                |
| 2016年12月31日 | 中銀香港2017香港除夕倒數       | 鄧梓峰、陳芷菁                                                 | 直播香港除夕倒數                                                                |
| 2017年12月31日 | 中國旅遊90週年2018香港除夕倒數 | 鄧梓峰、陳芷菁                                                 | 直播香港除夕倒數                                                                |
| 2018年12月31日 | 萬眾同心齊Countdown            | 張寶兒、麥凱程、魏韵芝、譚焯升、陸浩明、麥明詩、馮盈盈、丁子朗 | 直播中環蘭桂坊倒數情況                                                          |
| 2019年12月31日 | ＃後生仔傾吓傾吓傾到2020       | 陸浩明、馮盈盈、戴祖儀                                         | 預先錄播的清談節目 形式及規模受反對逃犯條例修訂草案運動、2019冠狀病毒病疫情影響 |
| 2020年12月31日 | 2020最美的夜跨年晚會           |                                                                | 網絡平台bilibili合辦，播放多地表演 直播香港維港上空一千架無人機表演             |
| 2021年12月31日 | 福佑香江同心邁向2022           |                                                                | 直播大嶼山寶蓮寺天壇大佛的倒數活動                                              |
| 2022年12月31日 | 福佑香江同心邁向2023           |                                                                | 直播大嶼山寶蓮寺天壇大佛的倒數活動                                              |
| 2023年12月31日 | 福佑香江同心邁向2024           |                                                                | 直播大嶼山寶蓮寺天壇大佛的倒數活動                                              |
| 2024年12月31日 | 福佑香江同心邁向2025           |                                                                | 直播大嶼山寶蓮寺天壇大佛的倒數活動                                              |